# Forêts du Nord de la Cordillère
Localisation
Les forêts du Nord de la Cordillère (Northern Cordillera forests) forment une écorégion terrestre nord-américaine du type forêts boréales, taïga du World Wildlife Fund, qui occupe la partie septentrionale de la Cordillère américaine.

## Répartition
Les forêts du Nord de la Cordillère s'étendent dans le nord de la Colombie-Britannique, le sud-est du Yukon et dans l'extrême sud-ouest des Territoires du Nord-Ouest.

## Climat
La température annuelle moyenne est de −2 °C.  La température estivale moyenne est de 10 °C alors que la température hivernale moyenne se situe entre −13 °C et −18,5 °C. Les précipitations annuelles varient entre 350 mm et 600 mm, mais peuvent atteindre 1 000 mm en altitude.   

## Géomorphologie
Les forêts du Nord de la Cordillère recouvrent plusieurs éléments physiographiques, notamment le nord des montagnes Rocheuses, le bassin de la rivière Liard et la chaîne des Cassiars. Le pergélisol est parfois présent sur les versants nord des monts.  

## Caractéristiques biologiques
Mis à part les affleurements rocheux, les zones alpines sont généralement dominées par des communautés rabougries d'éricacées, de saules et de bouleaux ainsi que par les graminées et les lichens. Les forêts subalpines sont composées de sapins subalpins, d'épinettes noires et blanches et d'arbustes feuillus avec, à l'occasion, des épinettes d'Engelmann. Aux altitudes plus basses, les forêts, plus matures et plus denses, sont composées d'épinettes noires et blanches, de pins tordus, de bouleaux blancs et de peupliers faux-trembles.  

## Conservation
On estime que cette écorégion est intacte à 85 %.